# Brachyscome humilis
Brachyscome humilis là một loài thực vật có hoa trong họ Cúc. Loài này được G.Simpson & J.S.Thomson mô tả khoa học đầu tiên năm 1943.